# Je voyage seule
Pour plus de détails, voir Fiche technique et Distribution.
Je voyage seule (italien : Viaggio sola) est un film dramatique italien réalisé par Maria Sole Tognazzi, sorti en 2013.

## Synopsis
Irene est une femme d'environ quarante ans, libre, exerçant un travail qui lui plaît : elle visite et note incognito les grands et luxueux ensembles hôteliers. Son travail lui prend tout son temps et ses seuls contacts se résument à sa sœur Silvia et son ancien fiancé Andrea.

Silvia est préoccupée par la vie de sa sœur, alors qu'Irene est heureuse et malgré sa solitude s'estime privilégiée, appréciant sa liberté et étant comblée par son travail.

Les choses prennent une autre tournure quand Andrea, son ex, lui confie qu'il a mis enceinte une femme et que celle-ci veut garder l'enfant : pour Irene c'est alors la crise. 

Un autre événement vient miner ses certitudes : Kate Sherman, une anthropologue anglaise qu'Irene avait rencontrée à Berlin, meurt pendant la nuit, seule, sans qu'il soit possible de contacter un familier ou un proche.

Irene se demande désormais si la vie qu'elle a choisie est « liberté » ou simplement « solitude ».

## Fiche technique
- Titre : Je voyage seule
- Titre original : Viaggio sola
- Réalisation : Maria Sole Tognazzi
- Scénario : Ivan Cotroneo - Francesca Marciano - Maria Sole Tognazzi
- Photographie : Arnaldo Catinari
- Montage : Walter Fasano
- Musique : Gabriele Roberto
- Producteur : Donatella Botti
- Costumes : Antonella Cannarozzi
- Production : BiancaFilm, Rai Cinema
- Distribution : Teodora Film
- Pays d'origine :  Italie
- Genre : Film dramatique
- Durée : 85 minutes
- Dates de sortie :
  -  Italie : 2013
  -  France : 9 juillet 2014

## Distribution
- Margherita Buy : Irene Lorenzi
- Stefano Accorsi : Andrea, meilleur ami et ex d'Irène
- Fabrizia Sacchi : Silvia Guerrieri, la sœur d'Irène
- Gianmarco Tognazzi : Tommaso, le mari de Silvia
- Alessia Barela : Fabiana
- Lesley Manville : Kate Sherman, l'anthropologue anglaise à Berlin
- Bruno Wolkowitch : la rencontre à l'hôtel de Marrakech
- Carola Signore : Eleonora, une nièce d'Irène
- Diletta Gradia : Claudia, une nièce d'Irène
- Henry Arnold : un directeur

## Autour du film
Le film a été tourné dans les palaces suivants :
- Borgo Egnazia à Fasano en Italie
- Gstaad Palace à Gstaad en Suisse
- Fonteverde Tuscan Resort & Spa à San Casciano dei Bagni en Italie
- Hôtel Adlon-Kempinski à Berlin en Allemagne
- Hôtel de Crillon à Paris en France
- Palais Namaskar à Marrakech au Maroc
- The Puli Hotel & Spa à Shanghai en Chine

## Recompenses et distinctions
David di Donatello2013
- Meilleure actrice principale à Margherita Buy
- Nomination Meilleure mise en scène à Ivan Cotroneo, Francesca Marciano et  Maria Sole Tognazzi
- Nomination Meilleur acteur dans un second rôle à Stefano Accorsi
- Nomination Meilleure actrice dans un second rôle à Fabrizia Sacchi
- Nomination Meilleur montage à Walter Fasano

Nastri d'argento2013
- Meilleure comédie à Maria Sole Tognazzi
- Nomination Meilleur producteur » à Donatella Botti
- Nomination Meilleur sujet à Ivan Cotroneo, Francesca Marciano et  Maria Sole Tognazzi
- Nomination Meilleure actrice à Margherita Buy
- Nomination Meilleure actrice dans un second rôle à Fabrizia Sacchi
- Nomination Meilleur montage à Walter Fasano

Ciak d'oro2013 
- Meilleur premier rôle à Margherita Buy
- Nomination Meilleur second rôle à Stefano Accorsi
- Nomination Meilleure mise en scène à Ivan Cotroneo, Francesca Marciano et Maria Sole Tognazzi

## Source de traduction
- (it) Cet article est partiellement ou en totalité issu de l’article de Wikipédia en italien intitulé « Viaggio sola » (voir la liste des auteurs).